# لشکرورز
ابومنصور لَشکَروَرْز بن سهلان الدیلمی معروف به لشکرورز، از سرداران دیلمی بود که در لشکر آل بویه خدمت می‌کرد. پدر او سهلان و برادرش مسافر نام داشت.
از لشکرورز نخستین بار زمانی یاد شده که در سپاه ابومحمد الحسن المُهَلَّبی، از وزیران بویه، در دفاع از بصره علیه یوسف بن وجیه، حکمران عمان، شرکت داشت.
لشکر ورز از بیماری قولنج درگذشت. بامنصور و اسبهدوست پسران وی بودند.